# Wynnedale
Wynnedale és una població dels Estats Units a l'estat d'Indiana. Segons el cens del 2000 tenia 275 habitants.

## Demografia
Segons el cens del 2000, Wynnedale tenia 275 habitants, 108 habitatges, i 84 famílies. La densitat de població era de 624,6 habitants/km².
Dels 108 habitatges en un 31,5% hi vivien nens de menys de 18 anys, en un 67,6% hi vivien parelles casades, en un 7,4% dones solteres, i en un 22,2% no eren unitats familiars. En el 20,4% dels habitatges hi vivien persones soles el 8,3% de les quals corresponia a persones de 65 anys o més que vivien soles. El nombre mitjà de persones vivint en cada habitatge era de 2,55 i el nombre mitjà de persones que vivien en cada família era de 2,82.
Per edats la població es repartia de la següent manera: un 21,1% tenia menys de 18 anys, un 3,6% entre 18 i 24, un 22,2% entre 25 i 44, un 32,7% de 45 a 60 i un 20,4% 65 anys o més.
L'edat mediana era de 48 anys. Per cada 100 dones de 18 o més anys hi havia 104,7 homes.
La renda mediana per habitatge era de 93.778 $ i la renda mediana per família de 101.931 $. Els homes tenien una renda mediana de 80.969 $ mentre que les dones 32.344 $. La renda per capita de la població era de 50.323 $. Cap de les famílies i el 0,9% de la població estaven per davall del llindar de pobresa.

## Poblacions més properes
El següent diagrama mostra les poblacions més properes.